# Petr Sporschil
Petr rytíř ze Sporschilů, Petr Sporschil (ur. 1770, zm. 31 lipca 1838 w Pradze) – czeski prawnik i polityk, burmistrz Pragi w latach 1826–1838

## Życiorys
Pracował jako syndyk w Cieszynie, następnie pełnił funkcję radnego przy sądzie apelacyjnym w Pradze. 
W czerwcu 1825 roku, dwa lata po śmierci poprzedniego burmistrza – Josefa Kirpala, został pełniącym obowiązki burmistrza Pragi. 11 sierpnia 1826 roku został oficjalnie zatwierdzony na tym stanowisku. Podczas jego kadencji w Pradze wprowadzono blaszane tabliczki z oznaczeniami ulic oraz wybudowano pierwsze toalety publiczne. W 1832 roku był współzałożycielem pierwszych miejskich domów dziecka w Pradze, współorganizował także wystawy przemysłu w latach 1828, 1829, 1831 i 1836. Podczas wizyty cesarza Franciszka II w Pradze w 1833 roku został odznaczony Orderem Leopolda, a w 1834 roku otrzymał tytuł szlachecki.
Zmarł 31 lipca 1838 roku w służbowym mieszkaniu burmistrza przy ulicy Rytířská.